# 야마가타 신칸센
야마가타 신칸센(일본어: 山形新幹線 やまがたしんかんせん[*])은 미니 신칸센 방식에 의해 후쿠시마현의 후쿠시마역에서 야마가타현의 신조역까지 운행하는 동일본 여객철도의 노선 및 그 노선을 주행하는 신칸센 열차의 통칭이다. 정식으로는 오우 본선의 일부이며, 법적으로는 신칸센이 아닌 재래선의 특급 열차로 취급된다.
야마가타 신칸센을 주행하는 열차에는 쓰바사(つばさ)라는 애칭이 붙어 있다.
또, 이 구간을 달리는 보통 열차에는 '야마가타 선'이라는 애칭이 붙어 있다. 도쿄역에서 후쿠시마 역까지는 도호쿠 신칸센에 직결 운행하고 있어서 광범위적으로는 도쿄 - 신조간이 야마가타 신칸센으로 불린다. 재래선의 최고속도는 시속 160km이지만, 야마가타 신칸센의 재래선 구간은 건널목이 있어서 최고 속도를 시속 130km로 하여 운행하고 있다.

## 역사
- 1992년 7월 1일 - 개통. 도쿄 - 야마가타 사이의 직통 운전 개시. 400계 영업 운전 개시.(도호쿠 신칸센내는 200계와 병결) 6량 편성.[2]
- 1995년 12월 1일 - 중간차 1량을 증결해 7량 편성화.
- 1999년 12월 4일 - 야마가타 - 신조 사이가 연장 개통. E3계 1000번대 투입.
- 2001년 9월 21일 - 도호쿠 신칸센 내에서의 병결상대가 200계에서 E4계(Max 야마비코)로 변경.
- 2007년 3월 18일 - 건강 증진법 제25조에 의해 전차량의 금연을 실시.
- 2008년 12월 20일 - E3계 2000번대 운행 개시.

야마가타 - 신조 간(약 61 km)에 대해서는, 총 사업비 351억 엔 전액을 야마가타현 관광 개발 공사(현·사단법인 야마가타 현 관광 물산 협회)가 사업 주체인 동일본 여객철도에 전액 무이자 대출하는 형식을 취했다. 각 지역이 필요로 하는 것을 현지의 자금으로 건설한다고 하는 획기적인 방법의 신칸센 정비였지만, 이 방식으로 건설된 것은 현재까지 이 구간뿐이었다.

## 운행 형태
아침과 밤의 일부 열차를 제외하고 도호쿠 신칸센(도쿄 - 후쿠시마 구간) 열차와 붙어서 다닌다. 야마가타 신칸센 개업 당시의 병결차량은 200계였지만, 2001년 9월 21일 이후는 E2계(야마비코)에 병결하고 있다. 후쿠시마 이북부터는 400계,또는 E3계(1000번대·2000번대)만 단독으로 운행한다.
차체 색깔은 은빛에 초록의 라인이다. 개통 당시부터 흰색이나 엷은 황색이라고 하는 이미지가 있던 신칸센 중에서 두드러져 눈에 띄고 있어 차체색도 은빛으로, 창 주위는 흑과 초록의 폭 좁은 띠에 칠해지고 있다.
야마가타 신칸센의 선로에서는 지역 수송을 위한 보통 열차도 달리고 있어 지역 수송에 대해서는 '야마가타 선'이라고 불린다. 덧붙여 이 구간을 달리는 보통 열차 전용 차량은 신칸센의 궤도폭인 표준궤에 맞추어 재래선에서는 처음으로 표준궤용으로서 제조되어 투입되었다. 덧붙여 야마가타 신칸센은 세키네 - 우젠 나카야마 사이(북쪽 아카유 신호소 부근 제외)와 야마가타 - 신조간의 대부분이 단선으로 되어있어 신칸센이 보통 열차와 교행하는 장면도 볼 수 있다(같은 미니 신칸센 방식으로 건설된 아키타 신칸센에서도 볼 수 있다).
명절이나 연말 연시의 귀성 때에는 쓰바사의 승차율이 최고에 이르면 뉴스로 전해질 정도로 혼잡한데, 쓰바사 용의 편성이 적어서 많은 승객이 이용하기에 알맞게 열차 개수를 늘릴 수 없는 것, 하야테·고마치가 전 차 지정석이지만 쓰바사에는 자유석 2량이 있어 거기에 집중하는 것, 일반적인 신칸센 차량의 보통차가 2+3의 좌석 배치인 것에 비해서 야마가타 신칸센은 2+2 배치로 1량 당 20석 정도 다른 열차보다 적은 것 등이 이유라고 여겨지고 있다.

## 운행 차량
| 차량  | 최고 속도 （단위: km/h） | 도입 시기 | 운행 중단 시기 |
| ----- | ------------------------ | --------- | -------------- |
| 400계 | 130                      | 1992년    | 2010년         |
| E3계  | 130                      | 1999년    | 현재           |
| E8계  | 130                      | 2024년    | 현재           |

## 역명표
| 역명                                                          | 일어 역명      | 도쿄 부터의영업 거리 | 후쿠시마 부터의영업 거리 | 2007년도 승차인원 | 접속 노선                                                                                             | 소재지                | 소재지                      |
| ------------------------------------------------------------- | -------------- | -------------------- | ------------------------ | ----------------- | --- | --------------------- | --------------------------- |
| 후쿠시마역 이남에 대해서는 도호쿠 신칸센 문서를 참고하십시오. |                |                      |                          |                   | |                       |                             |
| 후쿠시마                                                      | 福島           | 272.8                | 0.0                      | 14,983            | 동일본 여객철도：도호쿠 신칸센・도호쿠 본선 후쿠시마 교통：이이자카 선 아부쿠마 급행：아부쿠마 급행선 | 후쿠시마현 후쿠시마시 | 후쿠시마현 후쿠시마시       |
| 요네자와                                                      | 米沢           | 312.9                | 40.1                     | 2,527             | 동일본 여객철도：요네사카 선                                                                          | 야마가타현            | 요네자와시                  |
| 다카하타                                                      | 高畠           | 322.7                | 49.9                     | 860               | | 야마가타현            | 히가시오키타마군 다카하타정 |
| 아카유                                                        | 赤湯           | 328.9                | 56.1                     | 1,531             | 야마가타 철도：플라워 나가이 선                                                                       | 야마가타현            | 난요시                      |
| 가미노야마온센                                                | かみのやま温泉 | 347.8                | 75.0                     | 1,875             | | 야마가타현            | 가미노야마시                |
| 야마가타                                                      | 山形           | 359.9                | 87.1                     | 11,014            | 동일본 여객철도：아테라자와 선*・센잔 선*                                                             | 야마가타현            | 야마가타시                  |
| 덴도                                                          | 天童           | 373.2                | 100.4                    | 1,814             | | 야마가타현            | 덴도시                      |
| 사쿠란보히가시네                                              | さくらんぼ東根 | 380.9                | 108.1                    | 1,191             | | 야마가타현            | 히가시네시                  |
| 무라야마                                                      | 村山           | 386.3                | 113.5                    | 1,240             | | 야마가타현            | 무라야마시                  |
| 오이시다                                                      | 大石田         | 399.7                | 126.9                    | 1,006             | | 야마가타현            | 기타무라야마군 오이시다정   |
| 신조                                                          | 新庄           | 421.4                | 148.6                    | 1,810             | 동일본 여객철도：오우 본선・리쿠우사이 선・리쿠우토 선                                                | 야마가타현            | 신조시                      |

- 접속 노선의 *표：선로 명칭상은 해당 역이 기종점이거나 경유하는 노선은 아니지만, 운행 계통 상은 해당 역까지 직결 운행하는 노선.
- 승차 인원은 동일본 여객철도의 역의 정보.

덧붙여 특별 급행권에 대해서는 도호쿠 신칸센과의 환승 요금 제도가 있다.

## 수요
교통 수요에 대해 국토교통성이 2000년에 조사한 도도부현간 철도 여객 유동 데이터에 의하면, 야마가타현을 목적지로 하는 철도 여객 가운데, 도호쿠 신칸센 연선(후쿠시마 이남)으로부터의 연간 여객수는 약 99만 9천명이었다. 각 출발지에서 가장 여객수가 많았던 곳이 66만 5천명을 기록한 도쿄도, 그 다음이 사이타마 현의 18만 3천명, 후쿠시마 현이 11만 4천명이다. 한편, 야마가타 신칸센 연선(야마가타 현)을 출발지로서 도호쿠 신칸센 연선(후쿠시마 이남)을 목적지로 하는 연간 여객수는 약 113만 3천명이었다. 이러한 각 목적지에서 가장 여객수가 많았던 곳은 75만 4천명을 기록한 도쿄 도, 그 다음이 사이타마 현의 20만 3천명, 후쿠시마 현이 14만 7천명이었다.
| 목적지＼출발지 | 수도권＊ | 도치기현  | 후쿠시마현  | 합계  |
| -------------- | -------- | --------- | ----------- | ----- |
| 야마가타현     | 1,242    | 37        | 114         | 1,393 |
| 출발지＼목적지 | 수도권＊ | 도치기 현 | 후쿠시마 현 | 합계  |
| 야마가타 현    | 1,472    | 29        | 147         | 1,648 |

(단위：천 명/년）
- 수도권: 도쿄도, 사이타마현, 지바현, 가나가와현

또, 아키타현의 유자와시나 요코테시 등 아키타 현 남부로부터의 수요도 많다. 아키타 현 남부에서 도쿄 방면으로는 오마가리역에서 아키타 신칸센을 이용하는 것이 빠르고 편수도 많지만, 우회 경로로서 신조역에서 야마가타 신칸센을 이용하는 것이 수천엔 싸게 도쿄에 갈 수 있는 것, 또 하야테·고마치와는 달리 자유석이 있기 때문에 수요가 있다. 이 때문에, 여름철이나 연말연시와 같이 승객이 많은 시기에는 야마가타 신칸센에 접속하는 오우 본선 열차는 도심의 퇴근 시간과 같은 수준으로 혼잡하다. 그래서 많은 수요에 대비하기 위해 쓰바사와 단시간에 환승되는 '쓰바사 릴레이 호'가 운행된다. 그리고 국도 13호선에 접하고 있는 신조역 동쪽 출입구에는 1,500대의 자동차가 주차할 수 있는 대규모의 무료주차장이 있어, 아키타 현 남부에서 자동차로 신조 역까지 오고 나서 야마가타 신칸센에 탑승하는 이용자들도 있다.

## 운행 형태
| 열차 등급                      | 후쿠시마          | 요네자와          | 다카하타          | 아카유            | 가미노야마온센    | 야마가타 | 덴도 | 사쿠란보히가시네 | 무라야마 | 오이시다 | 신조 |
| ------------------------------ | ----------------- | ----------------- | ----------------- | ----------------- | ----------------- | -------- | ---- | ---------------- | -------- | -------- | ---- |
| 쓰바사                         | ●                 | ●                 | ■                 | ■                 | ■                 | ●        | ●    | ●                | ●        | ●        | ●    |
| 쓰바사                         | （하루 1회 왕복） | （하루 1회 왕복） | （하루 1회 왕복） | （하루 1회 왕복） | （하루 1회 왕복） | ●        | ●    | ●                | ●        | ●        | ●    |
| 토레이유 신칸센                | ●                 | ●                 | ●                 | ●                 | ●                 | ●        | ●    | ●                | ●        | ●        | ●    |
| ●＝정차；■＝일부 정차；↔＝통과 |                   |                   |                   |                   |                   |          |      |                  |          |          |      |

## 문제점
야마가타 신칸센에는 미니 신칸센 방식이 채용되었기 때문에, 개통시키기에 즈음해 협궤(궤간 1,067mm)였던 오우 본선이 야마가타 신칸센 운행 구간의 후쿠시마 - 신조간이 표준궤(1,435mm)로 개궤 되어 야마가타 이남과 센잔 선이나 아테라자와 선, 신조 이북의 각선의 직통이 불가능하게 된다고 하는 희생을 수반했다(야마가타역 - 우젠치토세역 사이는 협궤·표준궤의 단선 병렬 때문에 직통 가능). 이와 같이 궤간의 차이는 운전 계통에 큰 제약을 주고 있는 것이어서 이러한 문제를 해결하는 수단으로서 궤간 가변 열차의 실용화가 기대되고 있다.
개통 당시에 건널목 사고가 일어났을 때에는 '신칸센 건널목 사고'라고 보도되었는데, 야마가타 신칸센은 오우 본선, 즉 재래선의 속도 규제(시속 130 km)이지만, 시속 200km의 속도로 건널목 사고를 냈다고 오해하게 할 수도 있는 보도였다. 이처럼 건널목 사고를 내면 신칸센의 이미지 저하가 현저하기 때문에, 각 건널목은 다른 재래선에는 없는 새로운 시설로 개량되고 있다.
또한, 쓰바사는 위에서 쓴 것처럼 후쿠시마 역에서 야마비코와 분리·병결을 실시하지만, 야마가타 신칸센과의 연결선이 14번선(신아오모리 방면)으로만 접속되어 있기 때문에, 야마비코가상행 도쿄 방면 선로에서 하행선(신아오모리 방면)을 횡단해 14번선에 도착 후에 쓰바사를 연결하고 다시 하행선을 횡단후 상행선(도쿄 방면)으로 돌아가야 하는데, 입체화가 되어 있지 않아 평면 교차를 해야한다. 이 때문에 후쿠시마 역은 시간표 상 혼란이 되고 있다. 대책으로서 쓰바사를 단독으로 운행시키거나, 상행 측에도 연결선을 마련하는 등이 들 수 있지만, 현재로서는 특별히 대책의 실시를 염두에 두고 있지 않다